# Пророчество (альбом)
«Проро́чество» — пятый студийный альбом российской хеви-метал группы «Легион», который вышел в 2001 году. В 2005 году вышло ремастированное переиздание на лейбле CD-Maximum.

## Об альбоме
За всю историю группы данный альбом может считаться[кем?] самым мощным и динамичным. По звучанию он приближается к произведениям хард-н-хеви начала и середины восьмидесятых. Диск 2005 года также содержит четыре бонус-трека, которых нет в варианте 2001 года.
Композиция «Турецкое Рондо» является метал-обработкой песни Вольфганга Амадея Моцарта. На песни «Царица чёрных скал», «Письма в Эдем» были сняты видеоклипы, которые вышли на сингле «Игра» 2004 года.

## Список композиций
Все тексты написаны Евгением Миканба, кроме 8,11,13.
| №   | Название               | Текст песни | Музыка                    | Длительность |
| --- | ---------------------- | ----------- | ------------------------- | ------------ |
| 1.  | «До святой земли»      |             | А. Булгаков               | 4:03         |
| 2.  | «Царица чёрных скал»   |             | А. Булгаков               | 4:51         |
| 3.  | «Море для нас»         |             | А. Булгаков, А. Голованов | 5:16         |
| 4.  | «В поисках Аваллона»   |             | А. Булгаков, А. Голованов | 6:46         |
| 5.  | «Письма в Эдем»        |             | А. Булгаков, А. Голованов | 3:50         |
| 6.  | «Эхо»                  |             | А. Булгаков, А. Голованов | 4:05         |
| 7.  | «Как много слёз»       |             | А. Булгаков, А. Голованов | 6:56         |
| 8.  | «Турецкое Рондо»       | —           | В. А. Моцарт              | 3:11         |
| 9.  | «Пророчество»          |             | А. Булгаков               | 8:18         |
| 10. | «Каменный лес» (бонус) |             | А. Булгаков, А. Чернышёв  | 6:02         |
| 11. | «Венчание» (бонус)     | А. Булгаков | А. Булгаков, А. Чернышёв  | 5:09         |
| 12. | «Океан» (бонус)        |             | А. Булгаков, А. Чернышёв  | 5:32         |
| 13. | «Безумие» (бонус)      | А. Булгаков | А. Булгаков, А. Чернышёв  | 5:06         |

## Участники записи
- Алексей Булгаков — вокал
- Андрей Голованов — гитара
- Станислав Козлов — бас-гитара
- Дмитрий Кривенков — ударные
- Алексей Чернышёв — гитара, бас-гитара, барабаны, клавишные (бонус-треки)

### Другое
- фото — Валерий Дрыгин
- звукорежиссёр — Алексей Чернышёв
- рисунки и дизайн — Лапшин Павел (AG lab.)
- записано на студии «Галимофон-рекордс» в 1999 году
- менеджер — Марина Булгакова